# Vermilion River, Louisiana
Vermilion River (franska: Rivière Vermilion) är en 116 km lång flod, belägen i södra Louisiana, USA. Den flyter igenom Lafayette och Abbeville innan den flyter ut i Mexikanska golfen.